# Adam Dzięgielewski
Adam Dzięgielewski (właśc. Adam Dzięgiel) pseud. Dziadek (ur. 17 grudnia 1878 w Modelu, zm. 1944 w Auschwitz-Birkenau) – polski działacz socjalistyczny i komunistyczny.

## Życiorys

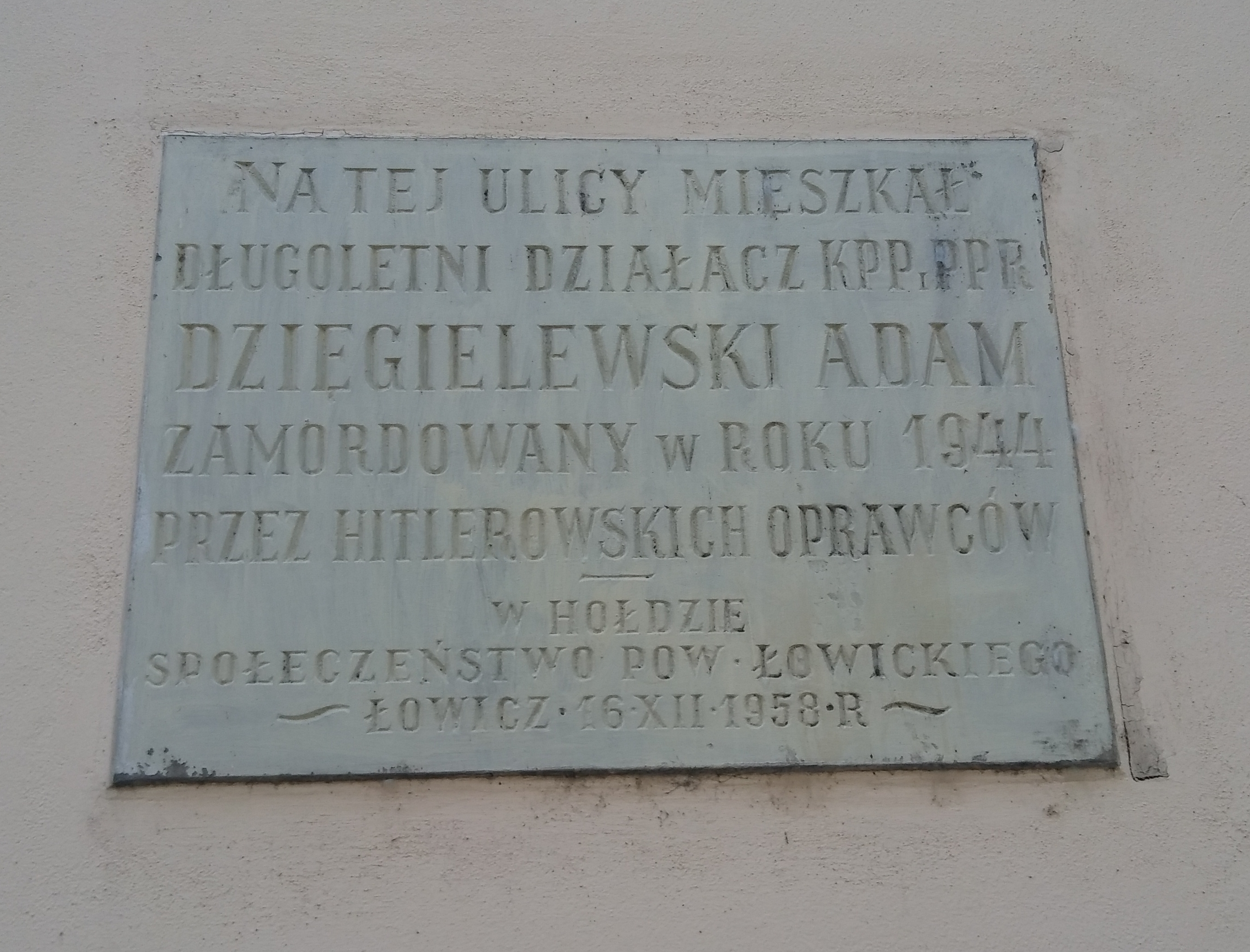
Tablica w Łowiczu

Z zawodu cieśla. W 1905 wstąpił do PPS w Łodzi i brał udział w rewolucji. Podczas I wojny światowej osiadł w Łowiczu. Od 1922 członek KPP, organizował struktury tej partii w Łowiczu i okolicach. Był członkiem Komitetu Dzielnicowego KPP w Łowiczu i Komitetu Okręgowego KPP Warszawa Lewobrzeżna. W 1930 aresztowany i skazany na rok więzienia za działalność komunistyczną. Był jeszcze kilkakrotnie aresztowany. W 1942 organizował komórki PPR i oddziały GL w Łowiczu. W jego mieszkaniu odbyło się zebranie łowickich komunistów, na którym został członkiem Komitetu Organizacyjnego PPR. 9 kwietnia 1944 został wiceprzewodniczącym Powiatowej Rady Narodowej w Łowiczu i organizował konspiracyjne rady gminne w powiecie łowickim. W połowie czerwca 1944 został aresztowany i osadzony w Auschwitz, gdzie został zamordowany.
Był żonaty z działaczką KPP Konstancją (pseud. Babka), po wojnie działającą w PPR/PZPR i odznaczoną Orderem Sztandaru Pracy I klasy.